# Stenalcidia defimaria
Stenalcidia defimaria là một loài bướm đêm trong họ Geometridae.